# 金源發展國際實業

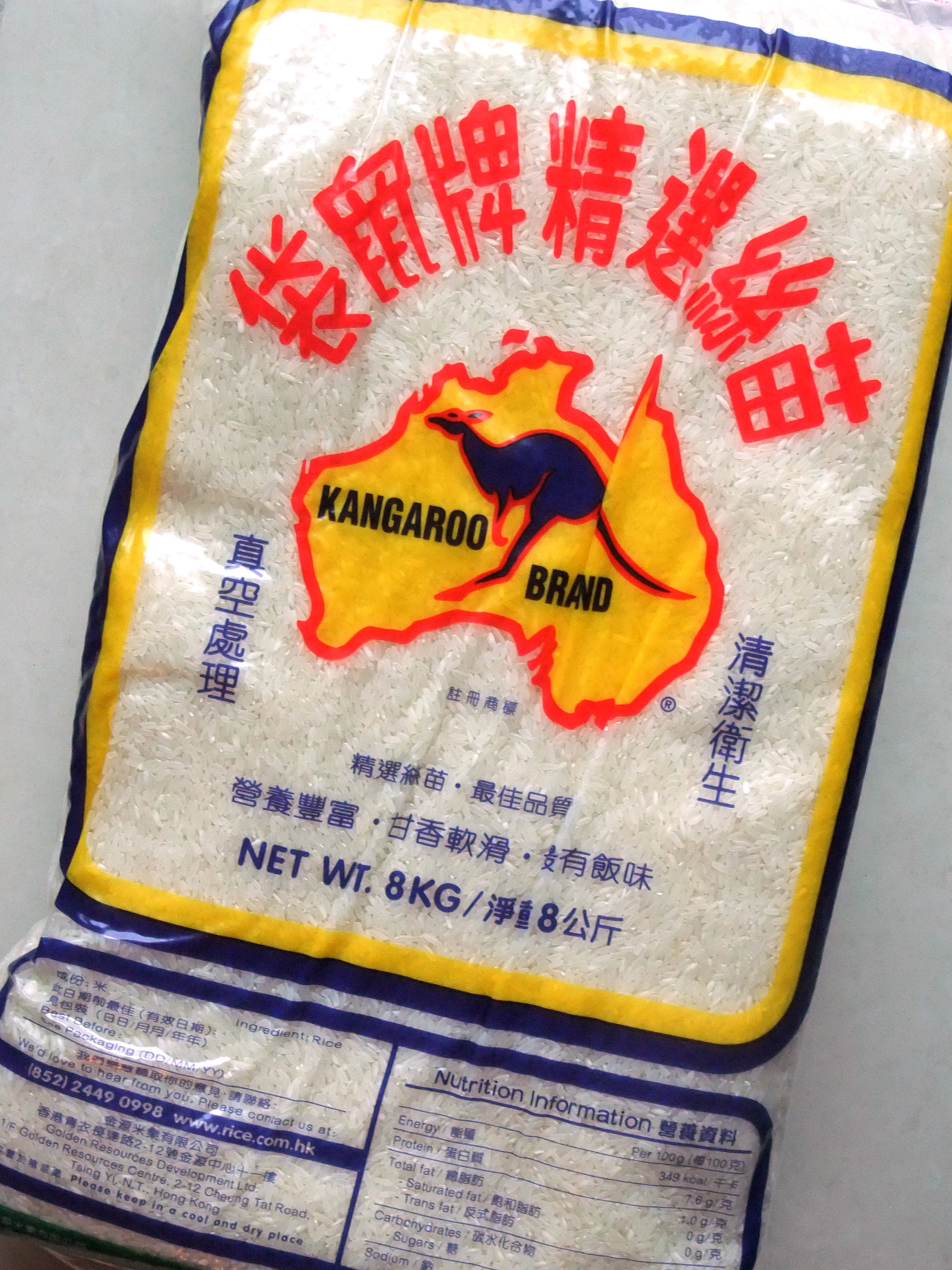
袋鼠牌絲苗袋裝米

金源發展國際實業有限公司（Golden Resources Development International Limited，港交所：0677）是香港交易所上市公司，從事搜購、入口、批發、精細加工、包裝、市場推廣及銷售食米、證券投資、物業投資、經營便利店及餐廳及投資控股。主要從事香港白米的入口及批發業務，旗下品牌包括「金象牌」、「袋鼠牌」、「金舫牌」、「櫻城牌」、「金香牌」等。
金源米業於1946年創辦，在1955年取得香港白米進口牌照，之後更取得批發牌照，於1991年在香港聯合交易所上市。金源米業於青衣長達路自置食米處理廠房，備有6條自動化生產線，可供應香港一半以上米糧。於2003年及2004年，金源米業獲頒發ISO9001（質量系統證書）及HACCP（國際食品安全重點控制系統認證），為香港唯一同時獲得此兩項品質控制認證的米商。
2010年，旗下品牌「金象牌」將包裝上「頂上泰國香米」字樣，正式改為「頂上茉莉香米」。5年後，有市民指出「金象牌」刪去泰國字樣後，代理拒絕透露米的來源，惹來市民憂慮米來自中國。2015年9月15日，金源米業董事總經理林世豪表示，「金象米絕對無中國米存在！」。
2022年，金源米業斥資資近1.6億，購入灣仔謝斐道218號Novo Jaffe 18、29及30樓，連大廈命名權，改名「金源集團大廈」。
旗下越南控股（0139.HK）是主要越南國家投資產業之一，但已先後出售業務，包括金源投資國際（嘉進投資國際前身）。

### 越南便利店業務
金源米業自1990年代起向越南採購白米，在當地設有據點。2008年透過越南控股（現中國軟實力科技）旗下附屬公司，獲得25年越南經營OK便利店獨家專營權。其後2010年金源米業向越南控股收購有關經營權，交易後金源米業直接持有越南OK便利店業務，其後更在2017年6月業績公佈其間，表示原有25年獨家經營權以無限期方式延續，目前由Circle K Vietnam 公司營運。據傳媒報導，越南OK便利店2018年11月301間分店，而2019年於胡志明市、平陽、頭頓及河內營辦三百三十家分店，全國市佔排名第一，店舖數量較市佔第二位的Family Mart多出一倍。

## 流行文化
- 1991年，袋鼠牌絲苗米廣告歌曲改編自陪著你走，並由蘇永康主唱。
- 1996年，金香米廣告講食飯喇!。
- 2002年，金象米廣告歌曲改編自親情。

## 外部連結
- 金源米業 （页面存档备份，存于）
- 金源發展國際實業有限公司 （页面存档备份，存于）